# Иран на летних Олимпийских играх 1976
Иран принимал участие в Летних Олимпийских играх 1976 года в Монреале (Канада) в девятый раз за свою историю, и завоевал одну бронзовую, одну серебряную медали.

## Медалисты
| Медаль  | Спортсмен       | Вид спорта       | Дисциплина                        |
| ------- | --------------- | ---------------- | --------------------------------- |
| Серебро | Мансур Барзегар | Борьба           | Мужчины, вольная борьба, до 74 кг |
| Бронза  | Мохаммад Насири | Тяжёлая атлетика | Мужчины, до 52 кг                 |

## Состав и результаты олимпийской сборной Ирана

### Стрельба
Спортсменов — 1
| Соревнование | Спортсмены    | Финал     | Финал |
| Соревнование | Спортсмены    | Результат | Место |
| ------------ | ------------- | --------- | ----- |
| Скит         | Камил Джафари | 170       | 62    |